# Église Santa Lucia dei Magnoli
 (août 2023).

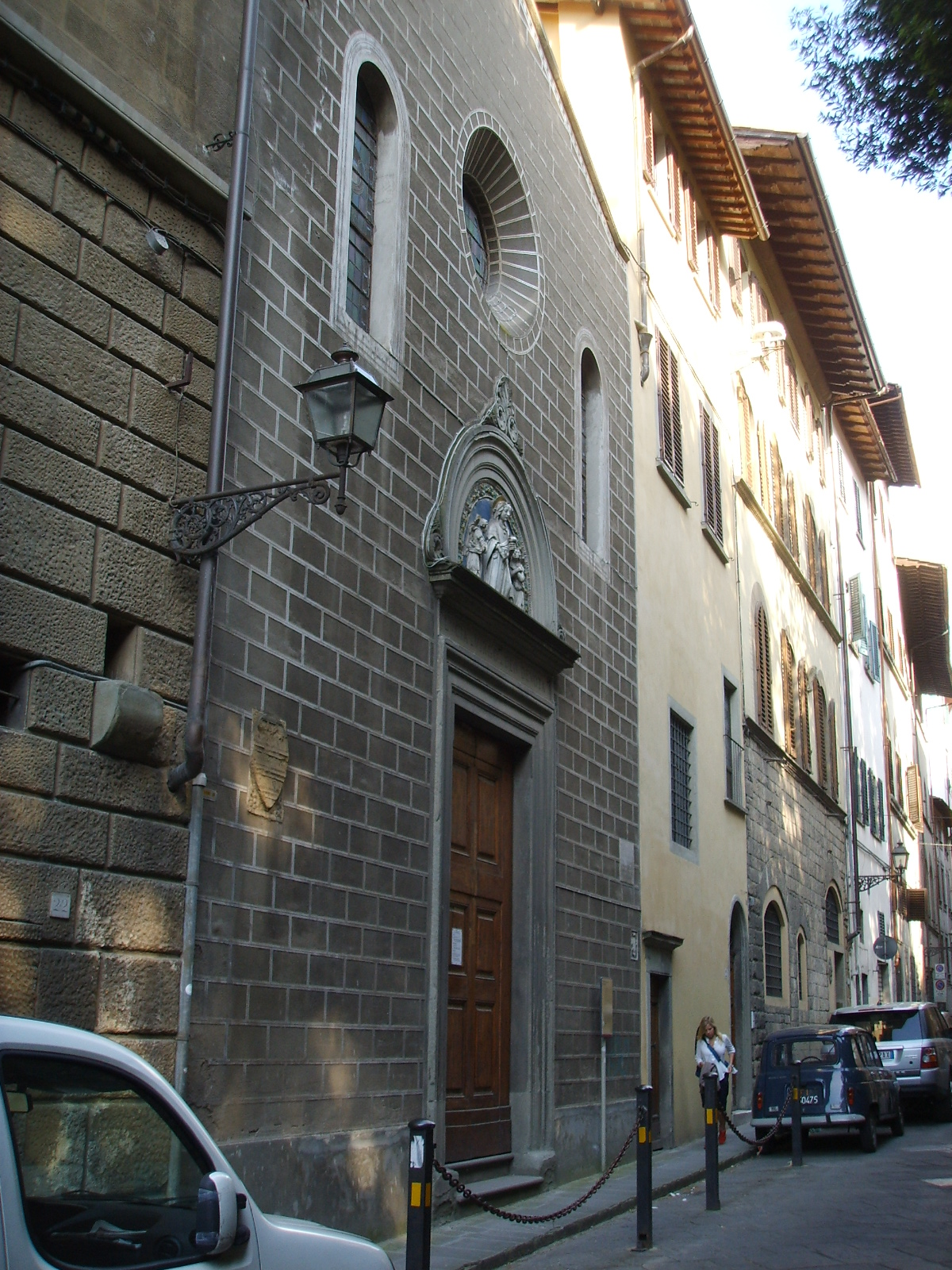
Santa Lucia dei Magnoli

L'église Santa Lucia dei Magnoli est une église catholique romaine située sur la via dei Bardi du quartier Oltrarno de Florence, en Italie.

## Histoire et description
L'église a été fondée en 1078 par le chevalier Uguccione Della Pressa. À sa mort, elle fut patronnée par ses fils, Magnolo et ses descendants, les Magnoli. Une léproserie se trouvait à proximité ; elle fut visitée par Saint François d'Assise lors de sa visite à Florence en 1211. Cette église était l'une des 36 paroisses situées à l'intérieur des derniers murs de Florence construits entre 1284 et 1345.
Au cours des siècles, l'église a été dirigée par différents responsables, notamment par le monastère bénédictin de San Miniato al Monte jusqu'en 1246, et par l'évêque de Florence à partir de 1373. En 1421, Niccolò da Uzzano a parrainé la restauration de l'église et la décoration de la chapelle de Lorenzo di Bicci, avec des scènes de la Vie de Sainte-Lucie. Une autre reconstruction majeure a eu lieu en 1584 sous le cardinal Alessandro dè Medici, futur pape Léon XI.
Sur la façade en pierre de taille, au-dessus du portail, se trouve une représentation en terre cuite de Sante Lucie entre deux anges, œuvre de Benedetto Buglioni. L'église possède des retables du XIVe siècle représentant une Sainte Lucie de Pietro Lorenzetti, ainsi que deux toiles représentant l'Annonciation, de Jacopo del Sellaio. Le retable principal est attribué à Agnolo di Donnino ; il remplace une conversation sacrée, œuvre de Domenico Veneziano, aujourd'hui visible à la Galerie des Offices.
Le dimanche à treize heures, la messe y est servie en polonais.